# Пасторални роман
Пасторални роман је књижевна наративна подврста која се појављује у доба ренесансе, почев са Аркадијом Италијана Ђакопа Санацара (итал. Jacopo Sannazaro). 
И пре ренесансе постојала је традиција пасторалне књижевности у виду еклоге, лирске подврсте која представља песму у дијалогу у којој идеализовано представљени пастири разговарају и приповедају једни другима о срећним или несрећним љубавима. Творац еклоге или пасторалне идиле је био антички писац Теокрит. Виргилије је још један значајан представник ове подврсте који је унео новине у еклоге тако што су му пастири постали познате личности из његовог окружења (Октавијан Август, Мецена, итд.). Касније у средњем веку Бокачо је саставио неколико наративних састава са пасторалном тематиком, али прави творац пасторалног романа ће бити Ђакопо Санацаро, који у својој Аркадији (1504) коначно дефинише врсту као наративну прозну врсту у коју су убачене композиције у стиху са љубавном темом коју причају пастири.
Пасторални роман осликава ренесансну идеалистичку визију света, његов стилизовани и платонски дух. Тематика је увек љубавна и увек се нуди статична визија природе. Приповедање је лагано, радња је спора али вишеслојна и из једне приче се развије више њих. Оно што је фундаментално у пасторалним романима је детаљна анализа осећања и патњи ликова, као и опис пејзажа. С друге стране, чести су прекиди и дигресије, јер прича се прекида другим причама које су независне од главне радње, осим константог убацивања стихова.
Буколички елементи се појављују већ у еклогама Гарсиласа де ла Веге, који је похађао Понтинијанску академију у Напуљу и веома је добро био упознат са делом Ђакопа Санацара, што се јасно види из дијалога два пастира, Салисија и Немороса. Такође има пасторалних елемената у последњим деловима Амадиса од Грчке (1530) аутора Фелисијана де Силве, где се говори о томе како је никејски принц Флорисел постао пастир и усвојио име Латерел Силвестре због љубави према пастирици Силвији. У Шпанију пасторални роман стиже 1559. са Седам књига о Дијани Хорхеа де Монтемајора. Ово дело је имало огроман успех, било је превођено на више европских језика и служило је као узор другим писцима пасторалних романа. Такође треба напоменути и „Дијану“ Алонса Переза и „Заљубљену Дијану“ Гаспара Хила Пола (1564), од којих је друга смештена у валенсијанске пејзаже и у којој Хил такође испробава нове метричке форме.

## Најпознатији представници
- Ђакопо Санацаро — Аркадија (1502)
- Хорхе де Монтемајор — Дијана (1558)
- Филип Сидни — Аркадија (1590)
- Лопе де Вега — Аркадија (1598)
- Мигел де Сервантес — Галатеа (1585)